# Associació Wagneriana de Barcelona

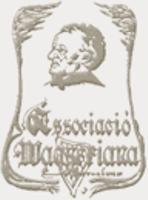
Associació Wagneriana de Barcelona

L'Associació Wagneriana de Barcelona és la primera entitat associativa no coral que va néixer a l'entorn de la fascinació que a Catalunya provocava el compositor i teòric Richard Wagner. Va ser fundada el 12 d'octubre de 1901 i fou una de les primeres del món i de les més vives durant la primera dècada del segle xx.

## Promotors i socis
La iniciativa per a la constitució d'una Associació Wagneriana a Barcelona nasqué de l'entusiasme per l'obra del mestre de Leipzig per part de tres estudiants de medicina: Josep Maria Ballvé, Lluís Suñé i Amali Prim. El principal promotor de l'entitat en la seva etapa inicial fou però Joaquim Pena, principal defensor de l'obra de Wagner a Catalunya i crític musical a El Correo Catalán, Joventut i La Publicidad, on publicà les especialitzades Hojas musicales. El mateix Pena, que havia assistit ell mateix a les representacions dels drames wagnerians a Múnic i Bayreuth, recordaria en una entrevista apareguda a El Teatre Català el 1913 el naixement de l'Associació amb les següents paraules:
| «              | (…)Recordo la primera vegada que vaig sentir Parcival com l'emoció més gran de la meva vida. D'aquesta impressió en nasqué la nostra Associació Wagneriana, amb la idea de propagar i defensar les obres del Mestre, i mercès a la bona voluntat d'un estol d'amics i companys fidels que'ns hem seguit durant dotze anys, hem pogut arribar a llençar el programa dels Festivals, que tan bona acollida han tingut en el món musical de Barcelona. | » |
| — Joaquim Pena | |   |

Després de l'assemblea constituent, celebrada el 12 d'octubre de 1901 a Els Quatre Gats, la primera junta directiva de l'Associació quedà formada de la següent manera:
- Antoni Ribera: director artístic
- Joaquim Pena: president
- Jeroni Zanné: bibliotecari
- Salvador Vilaregut: vis-president
- Rafael Moragas: secretari
- Amali Prim: vis-secretari
- Lluís Suñé: tresorer

Foren socis honoraris Josep M. Ballvé, com a iniciador de la idea; Franz Fischer, director alemany, i Felip Pedrell, musicòleg. Entre els socis protectors fundadors trobem Isaac Albéniz, Manuel Girona, Fèlix Maristany, Joaquim Pena, Manuel Rosselló i Claudi Sabadell, i entre els socis fundadors, noms de la cultura, del món empresarial i de la música, com ara Ramon Carulla, Alfons Chopitea, Joan Gay, Concordi Gelabert, Enric Granados, Lluís Guarro, Oleguer Junyent, Isabel Llorach, Manuel Martí, Trinitat Monegal, Alfons Par, Ramon París, Josep M. Pascual, Josep A. Peypoch, Maria Pichot, Ferran Via, Joan Espadaler o Amali Prim.

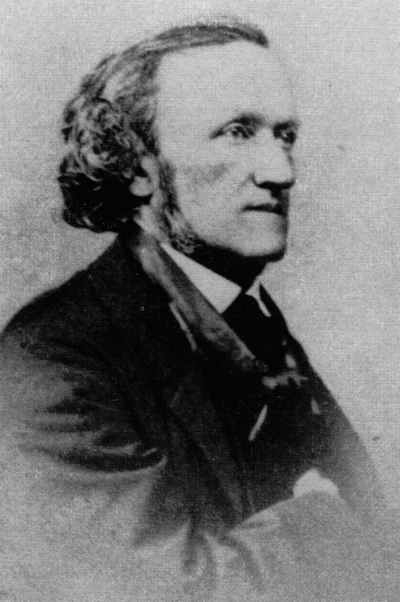
Richard Wagner (1813- 1883)

## Objectius
Els principals objectius de l'Associació Wagneriana eren:
- L'estudi de les obres de Wagner mitjançant l'anàlisi poètica, musical i filosòfica de la seva producció dramàtica i teòrica.
- El foment de la formació d'artistes catalans per a la seva interpretació, amb la creació d'una escola de cant i declamació.
- La propagació de les idees wagnerianes.
- La traducció al català dels drames musicals.

La Wagneriana es proposava atorgar a l'activitat musical un caràcter seriós que allunyés el concepte d'entreteniment i pur oci que hi dominava en aquells moments, estudiar les obres dels grans mestres, en especial la de Wagner, una gran part de la qual s'acabava d'oferir al Liceu amb un criteri poc respectuós, i pretenia crear una escola de cant i declamació en català que permetés interpretar les òperes wagnerianes en català segons el veritable estil prosòdic wagnerià.
Les finalitats de l'Associació queden molt ben exposades en les referències que es van publicar a Joventut cap a l'octubre de 1901.
| « | (…) per a estudiar seriosament a Wagner per mitjà de conferències i dissertacions literàries i filosòfiques sobre els seus poemes, sobre passions i idees determinades que en ells s'hi tracten, sobre la interpretació dels temes musicals aplicats als personatges i estats d'ànim, alegries, penes i desgràcies dels mateixos; per medi també de sessions musicals preparatòries en les quals s'hi estudiés, amb el poema a la mà, una partitura determinada del mestre, i per mitjà de la creació d'una escola de declamació i cant wagnerians, i si la marxa de l'associació fos tan brillant i pròspera com desitgem, per mitjà de representacions complertes de ses obres cantades en català i interpretades, executades i presentades com a Bayreuth i a Múnic. | » |
| — | |   |

Es crea amb la finalitat pedagògica d'ensenyar les obres de Wagner i aconseguir muntar representacions de les seves obres. Un pla força ambiciós que incloïa conferències, dissertacions literàries, sessions musicals, escola de declamació wagneriana i, si ho permetia la situació, representacions completes, cosa que no es feia al Liceu.
Editen dues revistes amb continguts diferents, una en castellà i l'altra en català, publiquen llibres, fan conferències, concerts, audicions de periodicitat mensual i amb les adquisicions que fan els diferents membres de l'Associació, nodreixen una important biblioteca compartida. També han editat reduccions per a cant i piano de les obres de Wagner i traduccions dels seus llibrets.
L'Associació Wagneriana va anar canviant al llarg dels anys; va canviar d'objectius i d'estil. A partir de la tardor de 1902, les activitats de l'Associació són més intenses i més organitzades: es presentà un programa prou detallat que es complia rigorosament.

## Història
El moviment wagnerià a Barcelona podríem dividir-lo en dos períodes: un de propaganda i l'altra d'acció. El primer comprèn des de l'any 1868 fins al 1890; el segon des de la formació de l'Associació Wagneriana.
Anselm Clavé fou el primer que donà a conèixer pràcticament l'obra de Wagner el 1862, dirigint per primera vegada a Espanya l'òpera Tannhäuser, un any més tard que aquesta fos estrenada a l'Òpera de París. Tanmateix, l'ínclit Pedrell fou qui parlà primer de les teories del mestre i de la seva revolucionària acció en un fogós article titulat La música del porvenir, publicat a l'Almenaque musical del año 1868, imprès per la redacció España musical. Així van néixer els primers wagnerians espanyols. Però no s'acontentaren simplement amb la propaganda escrita, sinó que es va arribar a construir la Sociedad Wagner, la primera agrupació wagneriana, entorn 1875, en la qual s'agrupaven els homes que farien possible que Barcelona es convertís en una de les ciutats més fervorosament wagnerianes del món.
Hi havia un gran interès en Richard Wagner, i això va animar a un grup d'amics i joves intel·lectuals a trobar-se a la sala de “Els Quatre Gats” per tal d'organitzar una associació que defensés i promogués les idees de Richard Wagner a Barcelona, imitant així altres iniciatives similars que s'havien dut a terme a Alemanya, als Estats Units i a París.
L'Associació trobà la seva primera seu estable al primer pis del Nº 31 del Carrer de la Canuda. Es conserva documentació fotogràfica de la sala de Música a la Biblioteca Nacional de Catalunya, on s'observa la seva decoració modernista, que comprenia una sèrie de litografies de l'artista alemany Franz Stassen il·lustratives de diferents escenes de Parsifal i Tristany i Isolda. Al fris superior s'ubicava la magnífica sèrie de plafons pintats per Adrià Gual, de clara tendència simbolista, amb paisatges i elements arquitectònics escenogràfics de diferents actes de Parsifal (6 llenços amb escenes com el camí del Grial o el castell i el jardí de Klingsor) i Tristany i Isolda (6 llenços amb escenes com el port de Cornualles o el lloc de trobada de Tristany i Isolda). La decoració creada per Gual, que incloïa també dos dibuixos d'àngels que emmarcaven les litografies de Stassen (Àngel portant la llança de Longinos i Àngel portant el Sant Calze), es pensava desapareguda, però, descoberta posteriorment, ha estat mostrada per primera vegada al públic en l'exposició Richard Wagner i Adrià Gual. Els plafons perduts de l'Associació Wagneriana, celebrada al Museu d'Història de Catalunya entre el 29 de maig i el 29 de setembre de 2013) amb motiu del Bicentenari de Wagner.
Durant els primers anys del segle xx aquesta entitat va ser molt activa, i una de les més vives. Posteriorment, va quedar diluïda en el florent moviment associatiu que propicià l'aparició d'altres entitats i en la creixent penetració d'estètiques allunyades o enfrontades al wagnerisme. Bona part dels promotors de la idea formaven part del consell de redacció de la revista Joventut, que fins a la seva dissolució l'any 1906, van crear un front actiu per defensar el wagnerisme i el rigor interpretatiu en qualsevol manifestació musical. L'activitat de l'Associació defensà apassionadament el respecte rigorós de les creacions wagnerianes, criticant el que anomenaven versions italianes d'aquestes, en què se suprimien nombrosos fragments dels drames. Van aconseguir grans fites, tan significatives com el tancament de la llum de la sala en les representacions operístiques al Gran Teatre del Liceu; l'estrena consecutiva de les òperes de Richard Wagner amb un creixent rigor,; la interpretació sencera de la Tetralogia el 1910, amb la participació del director musical Franz Beidler, espòs d'Isolda Wagner; i la celebració del Festival Sagrat en ocasió del centenari del naixement de Wagner al Palau de la Música Catalana, amb el concurs de l'Orfeó Català i de l'Orquestra Simfònica de Barcelona, representant Parsifal amb la interpretació de Francesc Viñas i Lina Passini Vitale. En canvi, l'ambiciós projecte de la posada en escena de Parsifal al Monestir de Piedra el 1912, en cooperació amb l'Associació Wagneriana de Madrid (creada en 1911 i presidida pel Duc d'Alba va quedar frustrat, i amb ell la temptativa d'establir un lloc de referència significativa pels wagnerians seguint l'exemple de Bayreuth. L'interès pel respecte a la integritat de la creació wagneriana comportà també que els escenògrafs encarregats de la posada en escena a Barcelona, Fèlix Urgellès i Oleguer Junyent, es desplacessin a Baviera per conèixer els muntatges originals.
L'entusiasme inicial i la feina que es va dur a terme entre 1902-1906 va anar decreixent, coincidint amb les acaballes de la revista Joventut, que va ser el major suport de l'Associació. Analitzant l'activitat de l'Associació Wagneriana en aquesta primera etapa de màxima productivitat podem esmentar les següents empreses:
- Respecte a la tasca pedagògica, un total de 87 sessions d'estudi dels drames wagnerians. Aquestes sessions es dividien generalment en una lectura del fragment, l'anàlisi corresponent a càrrec de Joaquim Pena i la interpretació a piano del mestre Antoni Ribera.
- La celebració de 15 concerts de fragments wagnerians i de nombrosos concerts dedicats a altres compositors, entre d'altres Palestrina, Rameau, Bach, Händel, Berlioz, Debussy, Liszt, Ravel o Fauré.Entre els concertistes e intèrprets destacats, locals i internacionals, destaquen Franz Fischer,[12] Isaac Albéniz, Ramon Blanchart,[13] Enric Granados[14] o Mercè Plantada i Blai Net.[15]
- Un total de 175 conferències dedicades a l'art wagnerià o a diferents temàtiques artístiques o filosòfiques: Adrià Gual, "L'art escènica y el drama wagnerià"; Alfons Par, "Shakespeare"; Joan Maragall, "El drama musical de Mozart"; Lauro Clariana, "Harmonías entre la ciencia y la música"; Miguel Domènech Español, "Parcival considerat com apoteosi musical de la religió catalana". Entre la nòmina de conferenciants il·lustres destaquen també Felip Pedrell, Manuel de Montoliu o Xavier Viura.
- Pel que respecta a les publicacions i edicions de l'Associació en destaquen nombroses reduccions per a piano i cant (impreses a Alemanya) i, principalment, les traduccions al català dels drames wagnerians, destacant-ne les edicions de Lohengrin, 1906, (Il·lustracions d'Adrià Gual); Tannhäuser, 1908 (Il·lustracions d'Alexandre de Riquer); Tristany i Isolda, 1910, (Il·lustracions de Joaquim Figuerola). Es traduïren tanmateix les obres teòriques de Wagner: Música del pervindre, L'Art y la Revolució, Òpera y drama, així com texts de Nietzsche, Schopenhauer, Liszt, Carlyle o Lichtenberger o l'estudi monogràfic El drama wagnerià de Houston Stewart Chamberlain.[16] L'aspecte editorial de l'Associació continuà amb una certa intensitat més enllà d'aquesta primera etapa, fins a l'any 1929.

## Influències
En una carta datada en 1906, Cosima Wagner reconeixia la importància de l'Associació Wagneriana per a 
| « | (francès) (…)la propagation de nôtre art dans le pays catalan. | (català) (…) la propagació del nostre art dins el país català. | » |

Fou mèrit d'aquesta associació l'interès per la música wagneriana que sorgí en la societat catalana del primer terç de segle, així com el caràcter seriós i culte que van adquirir els concerts públics i privats. També els cicles de conferències que l'entitat programava, a càrrec de personalitats de procedència diversa que parlaven de temàtiques variades com el nacionalisme musical, l'estètica wagneriana, l'obra de Chopin, Schubert, Shakespeare, els vincles entre la ciència i la música, etc. La influència de l'associació també va ser significativa per les escoles catalanes de declamació i cant per les excel·lents traduccions prosòdiques dels textos de Richard Wagner, que editava L'Avenç, i que en algunes ocasions puntuals van ser utilitzades per Francesc Viñas i Joan Raventós en les seves interpretacions del repertori wagnerià.